# Tour-Maubourg
Pour les articles homonymes, voir La Tour-Maubourg.
Tour-Maubourg, de son vrai nom Pierre d’Estienne d’Orves, est un musicien et disc jockey franco-belge de musique électronique et nu jazz, basé à Paris, en France.

## Biographie
Tour-Maubourg commence la musique à 8 ans avec la batterie avant de se tourner vers la guitare à 13 ans. Écoutant du hip-hop, il s'intéresse assez vite au sampling et découvre ainsi l'univers du jazz,.
En 2013, il quitte la Belgique et finit par s'installer à Paris. Il se fait remarquer pour la première fois en 2017 avec le titre Déclaration préalable à l'embauche. Trax le décrit alors comme « Le nouvel espoir de la house parisienne ». Le titre est produit par le label parisien Pont Neuf Records, séduit un an plus tôt par l'artiste après l'envoi d'une démo par mail. Il enchaine ensuite quelques titres qui le confirment, notamment les EPs Solitude Collective et Allégresse.
En 2020, sur proposition de Thomas Prunier de Pont Neuf Records, il se décide à sortir l'album Paradis Artificiels, en gestation depuis deux ans. Le titre est directement inspiré du recueil du même nom de Baudelaire. En accompagnement de l'album, un clip réalisé par Thomas Brandy sort le 29 octobre 2020 pour accompagner le titre Ode to Love. Tourné en Super 8 noir et blanc, il s'inspire de l'esthétique jazz et plus particulièrement du label Blue Note. Cette même inspiration visuelle est reprise pour la pochette de l'album,.
Pendant la crise sanitaire, il retourne vivre à Bruxelles, et en profite pour travailler sur son prochain projet. Le 27 janvier 2023, il sort son second album Spaces of Silence, en référence à l'acouphène dont il est victime depuis 2018,.

## Style musical et influences
Ses productions offrent un mélange entre électronique et jazz, se rapprochant de la house, du broken beat et de la deep house, souvent résumé en jazzy house,. Il fait pour cela massivement appel à l'échantillonnage de morceaux jazz sur Ableton Live ou MPC. Pour son titre Saint Thé à la Menthe par exemple, il dit se servir de passages de Joe Henderson, Freddie Hubbard et Dexter Gordon. Outre le sampling, ses productions sont entre autres faites sur les synthétiseurs Moog Sub Phatty & DFAM, le Roland TR-909, le Prophet '08, le  H3000SE d’Eventide ou encore le Korg Minilogue.
Parmi ses principales influences, il cite notamment St Germain et tout particulièrement son album Tourist, Shazz ou encore Pépé Bradock. Il admet également s'inspirer des textures et samples de Nicolas Jaar, du groove de Moodymann ou encore de la délicatesse de Bill Evans, mais aussi, dans un tout autre genre, des différents groupes de Moritz von Oswald : Basic Channel et Maurizio notamment.

## Discographie

### Remixes
- 2019 : Nuages - Après Les Larmes (Tour-Maubourg’s Deep Mix)
- 2020 : Diamond - Target Blue Feat. Alex Wilson (Tour Maubourg Breakient Mix)

### Titres sortis en compilation
- 2017 : Rixe sur Cosmic Groove (Groovence)
- 2018 : Anyway You Want sur Habemus Paname Vol. III (Pont Neuf Records)
- 2018 : Manhattan To Brooklyn sur From Da Block #2 (Increase The Groove Records)